# Johnny Bravo
Johnny Bravo  é uma série de desenho animado estadunidense produzida e exibida pelo Cartoon Network. Baseada em dois curtas-metragens de 1995 criados por Van Partible, suas duas primeiras temporadas foram produzidas pela Hanna-Barbera, após a absorção do estúdio em 2001, a Cartoon Network Studios assume como produtora. Estreou no canal em 7 de Julho de 1997, tendo seu término em 27 de agosto de 2004, exibindo um total de 67 episódios distribuídos em 4 temporadas. Em 20 de março de 2012 a série foi retomada pelo Cartoon.
No Brasil, Johnny Bravo fez sua estreia pelo Cartoon Network no dia 6 de outubro de 1997, na mesma semana em que ocorreram as estreias de A Vaca e o Frango (7 de outubro) e a 2ª temporada de O Laboratório de Dexter (8 de outubro), sendo originalmente exibido todas as segundas-feiras, às 21h00 da noite. Depois, em 1º de março de 1999, estreou na TV aberta, ao lado dos outros dois desenhos, dentro do Eliana e Alegria da Rede Record, sendo também exibido na emissora nos programas Domingo Criança, Desenho Mania e Record Kids. Também já foi exibido no Sábado Animado do SBT, no início de 2007, e no canal Tooncast, entre 2008 e 2021. Em 23 de abril de 2022, a serie chegou completa, com todas as suas 4 temporadas, ao catalogo da HBO Max no Brasil. Em Portugal foi exibido pelo Cartoon Network (que na altura, Portugal recebia o pan-europeu) e em 2000 foi exibido pela SIC Já dobrada.
A série tornou-se um dos principais sucessos do Cartoon Network e, junto com outras séries originais do canal como O Laboratório de Dexter e As Meninas Superpoderosas, tornou-se um ícone cultural da geração Geração Y (millenial).

## Sinopse
A série gira em torno de Johnny Bravo, um homem de óculos escuros, narcisista, musculoso e autoproclamado conquistador, com um topete e uma voz baseada em Elvis Presley. Johnny vive na cidade de Aron (uma piada com o nome do meio de Elvis). Os episódios geralmente envolvem a busca de Johnny por uma namorada, o que geralmente acaba com ele sendo agredido(geralmente pela própria garota paquerada por ele) apesar de seu físico e de sua boa aparência. Suas companhias são Bunny Bravo, sua mãe ultraprotetora, e sua vizinha Suzy, que adora acabar com a paciência do protagonista.
Outros personagens recorrentes são Carl (Cacá), um nerd que exalta sua amizade com Johnny apesar de viver sendo evitado por ele; Pops, dono do restaurante de qualidade duvidosa que Johnny frequenta sem nunca ter pago uma única refeição; e Mestre Ranma, o mestre de Caratê de Johnny, que o considera seu pior aluno.
Boa parte do humor da série é baseado em aparições de celebridades e referências à cultura popular, tanto que houve algumas aparições de famosos como Adam West, Shaquille O'Neal, Seth Green, Donny Osmond e Farrah Fawcett. Graças à coprodução da Hanna-Barbera, também já apareceram personagens como Os Flintstones, a turma do Scooby-Doo, Tutubarão, Zé Colmeia, Falcão Azul e Dinamite, o Bionicão e Dom Pixote, o que rendeu épicos crossovers.
Os pilotos da série, lançados em 1995, continham um humor ácido recheado de incorreção política e piadas de duplo sentido, além de mostrar o protagonista como um assediador pervertido, porém, após o Cartoon Network comprar a série e modificar seu enredo, além de também mudar a personalidade do protagonista e acrescentar outros personagens regulares, os pilotos foram descartados, considerados como não-canônicos(e não tendo nenhuma continuidade com o resto da série) e a primeira temporada da série (1997) conteve um estilo cômico mais leve, com a série baseada na busca de Johnny por uma namorada, tendo quase todas as suas investidas fracassadas, além de momentos mais caseiros, como sua interação com sua mãe Bunny e a vizinha Suzy. A segunda e a terceira temporadas, após trocas de equipe, são consideradas um reboot, por não ter ligação canônica alguma com a primeira temporada, remodelando totalmente a franquia e mostrando histórias do dia-a-dia de Johnny, focando a comicidade em sua personalidade e acrescentando novos personagens(dos antigos, apenas as fixas Bunny e Suzy foram mantidas). A quarta temporada retoma todos os aspectos da primeira(apesar de manter personagens das duas anteriores, porém, com menos destaque), porém, sem necessidade real, assim, a quarta temporada é considerada a de menor sucesso de toda a série.
A cidade de Aron só é mencionada pelo nome na primeira e quarta temporadas, visto que, na segunda e na terceira, o nome da cidade não é mencionado em nenhum momento.

## Personagens

### Johnny Bravo
Rapaz musculoso, egocêntrico e vaidoso, que usa sempre óculos escuros (mesmo de noite, por vezes até parecendo que usa outros óculos escuros por baixo), os quais não retira em nenhum momento (ainda dizendo que não pode ser visto sem eles). Usa como traje padrão camiseta preta, calça jeans e sapatos pretos, além de um grande topete loiro. Mulherengo, costuma ser rejeitado por quase todas as garotas que tenta conquistar por sua estupidez e modos desagradáveis, visto que apesar de atraente e possuir físico avantajado, esbanja falta de inteligência e certa imaturidade, além de ser muito convencido. Além disso, Johnny não trabalha e vive fugindo de qualquer emprego formal, volta e meia tentando maneiras fáceis e rápidas de obter dinheiro. A voz original em inglês de Johnny lembra muito a de Elvis Presley. A dublagem de Ricardo Juarez para Johnny na primeira temporada possuía um estilo mais semelhante ao original, enquanto nas temporadas seguintes, Juarez começa a criar uma voz própria.

### Pequena Suzy
Vizinha de Johnny, tendo idade estimada entre 6 e 10 anos. É uma menina ruiva e baixinha que nutre um amor platônico por Johnny e está constantemente o convidando para suas brincadeiras. Ele, de contrapartida, sempre a trata como se fosse uma irmã mais nova de quem ele quer distância, sendo esnobe e indiferente (e às vezes até grosseiro) para com ela, tanto que raramente a chama pelo nome (sendo comum ele chamá-la por “garota”). Ainda assim, ela faz uso de sua esperteza para enrolar o rapaz em várias situações.

### Bunny Bravo
Mãe de Johnny, com quem ele mora, sendo uma das poucas pessoas próximas por quem ele realmente tem mais apreço. Uma senhora de meia idade envelhecida pelo tempo que mima seu filho, algumas vezes o tratando como uma criança, inclusive chegando a o proibir de fazer certas coisas quando está sozinho em casa e tendo um cuidado às vezes excessivo para com ele, que em contrapartida, procura ser igualmente protetor para com ela(inclusive sendo ciumento caso haja algum pretendente para ela, sempre disposto a protegê-la de alguma possível ameaça), muito embora ela seja bastante independente e até mesmo ousada para sua idade.
Ao contrário de Johnny, Bunny sempre trata Suzy bem, inclusive recebendo-a em sua casa e a acolhendo com frequência. O pai de Johnny nunca foi mostrado e sequer mencionado, sendo desconhecido se Bunny é viúva, divorciada ou mãe solteira. 

### Carl “Cacá” Chryniszzswics
Rapaz magrelo e dentuço que cultiva uma estranha franja em seu cabelo, sendo um típico nerd babão, certamente mais focado em estudos científicos e em tecnologia do que na caça ás mulheres, ou seja, o completo oposto de Johnny, que o acha muito chato e está sempre tentando evitá-lo, quase da mesma forma que faz com Suzy(tirando o fato de que Johnny sempre chama Carl pelo nome, geralmente o chamando por seu apelido “Cacá”), apesar de Cacá também ter um apreço por Johnny e o considerar seu melhor amigo. Embora sempre queira se mostrar alguém completamente diferente de Cacá e não querer se misturar com ele, muitas vezes Johnny tenta usar da ingenuidade e da genialidade de seu amigo, mas como Johnny é desajeitado, acaba arruinando muitas invenções de Cacá, além de não ser comum ver ambos em harmonia ou Johnny admitindo a amizade entre eles. Por mais irônico que seja, é comum que Cacá chegue a ter mais sorte com as mulheres que Johnny.

### Pops
Homem gordo e calvo de meia idade que é dono da lanchonete “Palácio Lunar do Pops”, ambiente que Johnny e Cacá vão com certa frequência. Lá Pops costuma servir refeições de ingredientes duvidosos, ainda assim, Johnny tem como seu prato preferido do local, um chilli apimentado. Embora frequente o local quase diariamente, Johnny nunca paga por suas refeições, o que provavelmente passa despercebido por Pops, dada a amizade e a cumplicidade entre os dois, sendo Pops uma das poucas pessoas por quem Johnny de fato tem certo respeito, muito embora Pops também não confie na inteligência de Johnny e obviamente ache Cacá mais inteligente, tanto que os dois, assim como Bunny e Suzy, costumam livrar Johnny das piores enrascadas, mesmo contra a vontade deste. Em certos episódios, Pops demonstra certa queda por Bunny, além de curiosamente ser uma figura paterna para Johnny, a quem costuma dar variados conselhos baseados em sua experiência de vida, muito embora Johnny não costume seguir os mesmos da melhor forma.

### Mestre Hanma
Mestre de caratê claramente inspirado no Mestre Miyagi da série Karate Kid. Um imigrante do Japão que é o professor de Johnny e o considera seu pior aluno, visto que o rapaz costuma integrar uma classe composta por crianças onde Johnny é o único adulto(como se fosse repetente) e é desdenhado por seus próprios colegas apesar de seu auto convencimento. Johnny está constantemente querendo impressionar seu mestre, inclusive realizando algumas tarefas particulares para ele afim de testar sua própria disciplina, mas é comum que falhe miseravelmente. Nos quadrinhos, é chamado de Mestre Hong.

### Sr. Minsky
Idoso dono de um armazém onde Johnny costuma comprar carne seca. Magrelo, calvo e bigodudo, Minsky é um senhor simpático que costuma tratar Johnny como se fosse seu neto e está sempre disposto a ajudá-lo da melhor forma. Possui uma esposa, senhora Minsky, que o ajuda no armazém e raramente aparece na série. O próprio Sr. Minsky não é um personagem muito frequente, sendo visto também como figurante comum na série.